# Huangqiao, Anhui
Huangqiao (kinesiska: 黄桥) är en köping i östra Kina. Den ligger i Yingshang härad i staden Fuyang i provinsen Anhui, omkring 130 kilometer nordväst om provinshuvudstaden Hefei. Antalet invånare är 45037. Befolkningen består av 22 336 kvinnor och 22 701 män. Barn under 15 år utgör 22,0 %, vuxna 15-64 år 66 %, och äldre över 65 år 11,0 %.